# Distrikt Santa Cruz (Santa Cruz)
Der Distrikt Santa Cruz liegt in der Provinz Santa Cruz in der Region Cajamarca im Norden Perus. Der Distrikt wurde am 27. August 1870 gegründet. Er besitzt eine Fläche von 105 km². Beim Zensus 2017 wurden 9791 Einwohner gezählt. Im Jahr 1993 lag die Einwohnerzahl bei 7451, im Jahr 2007 bei 10.198. Sitz der Distrikt- und Provinzverwaltung ist die 2025 m hoch gelegene Kleinstadt Santa Cruz de Succhabamba mit 5364 Einwohnern (Stand 2017). Santa Cruz de Succhabamba befindet sich etwa 75 km nordwestlich der Regionshauptstadt Cajamarca.

## Geographische Lage
Der Distrikt Santa Cruz befindet sich in der peruanischen Westkordillere nordzentral in der Provinz Santa Cruz. Der nach Westen fließende Oberlauf des Río Chancay begrenzt den Distrikt im Norden und im Nordwesten. Dessen linke Nebenflüsse Río El Chorro und Río Cañad begrenzen den Distrikt im Osten und im Südwesten.
Der Distrikt Santa Cruz grenzt im Südwesten an die Distrikte Pulán und Catache, im Westen an den Distrikt Sexi, im Norden an den Distrikt Chancaybaños, im Osten an den Distrikt La Esperanza sowie im Südosten an den Distrikt Saucepampa.